# Cratere Montanari
Montanari è un cratere lunare di 77,05 km situato nella parte sud-occidentale della faccia visibile della Luna.